# 南开大学校友列表
南开大学是中国最著名的大学之一。自建校以来，南开大学始终以民族复兴和社会进步为己任，与国家命运紧密联系，与时代同发展，秉承“允公允能，日新月异”的校训，走过了极不平凡的发展历程，形成了优良的学风和校风，培养了以周恩来总理为杰出代表的一大批优秀人才。在培养领袖人才、孕育科技成果和推动解决国家建设发展的关键性问题，为中国经济建设和社会发展等方面作出的贡献，无疑在中国高校中独树一帜。
以下是南开大学部分知名校友列表。

## 政界

### 历任
- 周恩来：国务院总理[1]
- 蒋心雄：核工业部部长、党组书记；中国核工业总公司总经理、党组书记
- 田曾佩：外交部副部长（正部长级）、党委委员、党委书记；全国政协常委、外事委员会主任
- 吕聪敏：全国人大常委会副秘书长、机关党委书记；全国人大常委会外事委员会副主任委员
- 郭树言：中共湖北省委副书记，湖北省人民政府省长；国家计划委员会副主任、党组成员（正部长级）；国务院三峡工程建设委员会副主任
- 于友先：新闻出版署署长（国家版权局局长），党组书记，中国出版工作者协会主席
- 罗隆基：民盟中央副主席、政务院委员、森林工业部部长
- 江家福：国家民族事务委员会副主任、党组副书记，全国总工会副主席；全国政协民族和宗教委员会副主任
- 顾大椿：中华全国总工会副主席、书记处书记、党组副书记；湖北省委书记、省纪委第一书记
- 李肇星：外交部长；全国人大常委会委员，外事委员会主任委员（原南开大学周恩来政府管理学院院长）
- 赵启正：中共中央对外宣传办公室主任、国务院新闻办公室主任；全国政协常委、全国政协外事委员会主任（南开大学滨海开发研究院院长）
- 林丽韫：全国妇联副主席、书记处书记、党组成员；全国人大华侨委员会副主任委员（原南开大学外国语学院院长）
- 陈德敏：新疆维吾尔自治区党委常委、新疆生产建设兵团党委书记、政委
- 崔庸健：朝鲜民主主义人民共和国最高人民会议委员长
- 查良鉴：中华民国最高法院院长，司法行政部部长
- 张兹闓：中华民国经济部部长
- 高秋福：新华社副总编辑、副社长
- 崔济哲：新华通讯社副社长、党组成员
- 冯晓增：中国保监会副主席、党委委员
- 孟宪刚：国务院国有资产管委会监事会主席、国务院稽查特派员(副部长)
- 卫建林：中共中央政策研究室副主任
- 杜学芳：中央国家机关工作委员会副书记、纪律检查工作委员会书记、检查组组长
- 钱传钧：冶金工业部副部长、党组成员
- 王思华：国家统计局局长、党组书记
- 刘国光：中共中央委员会候补委员，中国社会科学院副院长
- 孟伟哉：中国文联党组副书记兼秘书长
- 杨石先：中国科协副主席
- 臧伯平：教育部副部长
- 朱恩涛：国际刑警组织终身名誉副主席，原公安部部长助理、党委委员（副部长级）、副总警监
- 管易文：国务院参事（副部级）
- 邵琪伟：国家旅游局党组书记、局长
- 项俊波：中共中央委员，原中国保监会主席、党委书记[2]
- 李建华：中共中央委员，宁夏回族自治区党委书记，区人大常委会主任
- 马馼：全国人大常委会委员，内务司法委员会主任委员
- 王金山：全国人大农业与农村委员会副主任委员
- 邢元敏：全国政协经济委员会副主任
- 赵凯：全国人大内务司法委员会委员，原中共中央直属机关工委副书记
- 程津培：中国致公党中央副主席，全国政协常务委员、教科文卫体委员会副主任
- 徐德明：全国政协人口资源环境委员会副主任
- 窦玉沛：民政部副部长、党组成员
- 杨志明：人力资源和社会保障部副部长、党组副书记
- 孙寿山：国家新闻出版广电总局党组成员、副局长，兼任中共国家新闻出版广电总局直属机关委员会书记
- 孙临平：解放军报社副总编辑，少将军衔
- 巩天民：全国工商业联合会副主任委员，辽宁省副省长
- 程宏毅：中共贵州省委副书记、贵州省副省长；中华全国供销合作总社常务副主任、党组副书记
- 李容根：广东省委常委、常务副省长
- 胡悌云：河南省人民政府副省长、省政府党组成员、副书记
- 刘披云：云南省委常委、副省长；云南省政协副主席
- 王蓉贞：广西区人民政府副主席
- 周德海：内蒙古自治区党委常委、自治区副主席、自治区人民政府党组副书记
- 王秀梅：内蒙古自治区人大常委会副主任
- 秦雨屏：湖南省委常委、宣传部长
- 卢惠霖：湖南省政协副主席
- 姚敏学：中共河南省委常委兼郑州市委书记、省委秘书长；中共河南省委副书记
- 胡树俭：河南省政协副主席
- 谷霁光：江西省政协第二至第五届副主席，江西省人大常委会第五届副主任
- 戴执中：江西省第六届政协副主席
- 陈舜礼：山西省第四、五届政协副主席；民进中央副主席
- 巫宝三：北京市政协副主席
- 叶恭绍：北京市第七届人大常委会副主任
- 丁履德：山东省第二、三届政协副主席
- 滕茂桐：安徽省政协副主席
- 王叔云：四川省政协副主席、四川省人大常委会副主任
- 王加林：河北省人大常委会副主任
- 陈慧：河北省政协副主席
- 吴于廑：湖北省第六届政协副主席
- 张再旺：天津市委常务书记、书记、副书记；天津市第十届人大常委会主任、党组书记
- 史莲喜：天津市委常委、市委组织部部长
- 王文华：中共天津市委常委、市委秘书长，政法委书记
- 王鸿江：天津市委常委、市委教卫工委书记，天津市人大常委会副主任
- 皮黔生：天津市委常委，市委滨海新区工委书记、管委会主任
- 钱其璈：天津市副市长
- 叶迪生：天津市副市长
- 左明：天津市人大常委会副主任，市委金融工委(市委综合经济工委)书记
- 邢明军：天津市人大常委会副主任、市总工会主席
- 陈荣悌：天津市人大常委会副主任
- 李霁野：天津市第一、二届政协副主席
- 娄凝先：政协天津市第六、七届委员会副主席
- 朱子强：天津市第六、七届政协副主席
- 伉铁儁：天津市第六至八届政协副主席
- 吴廷璆：天津市政协副主席
- 黄钰生：天津市政协副主席
- 郑天挺：天津市政协副主席
- 陈茹玉：天津市第六至八届政协副主席
- 王积涛：第九届天津政协副主席
- 朱坦：天津市政协副主席
- 何荣林：天津市政协副主席
- 张柏峰：天津市高级人民法院院长、党组书记
- 张若飞：山东省青岛市人大常委会主任、党组书记
- 周溯：安徽省高级人民法院院长、党组书记
- 刘永瑞：河北省政协副主席、党组副书记
- 雷建国：山东省委常委、秘书长，省政协副主席
- 季缃绮：山东省副省长
- 谢勇：湖南省人大常委会副主任，民进中央常委、湖南省委主委
- 约尔古丽·加帕尔：新疆维吾尔自治区人大常委会副主任
- 陈海峰：贵州省政协党组副书记、副主席
- 沈北海：广西壮族自治区政协副主席、党组副书记
- 成其圣：天津市委常委、市委秘书长、市委宣传部部长
- 尹海林：天津市副市长[3]
- 崔津渡：天津市人大常委会副主任
- 散襄军：天津市人大常委会副主任、党组副书记
- 白天：广东省深圳市人大常委会主任、党组书记
- 龚克：中共中央候补委员，南开大学前校长（副部长级）
- 薛进文：天津市政协副主席，原南开大学党委书记（副部长级）

### 现任（2018年4月）
- 王毅：中共中央委员，国务委员、国务院党组成员，外交部部长
- 郭树清：中共中央委员，中国人民银行党委书记、副行长，中国银行保险监督管理委员会主席、党委书记
- 邵鸿：十三届全国政协副主席，九三学社中央常务副主席，中央社会主义学院副院长（兼）
- 杨振武：中共中央委员，十三届全国人大常委会秘书长
- 马建堂：国务院发展研究中心党组书记、副主任
- 王安顺：国务院发展研究中心副主任、党组成员（正部长级）
- 张纪南：中共中央委员，中央机构编制委员会委员、办公室主任，人力资源和社会保障部部长、党组书记
- 孙金龙：中共中央委员，新疆维吾尔自治区党委副书记，新疆生产建设兵团党委书记、政委，中国新建集团公司董事长，中央新疆工作协调小组成员（正部长级）
- 徐绍史：第十三届全国人大财政经济委员会主任委员，原国家发展和改革委员会党组书记、主任
- 罗保铭：第十三届全国人大华侨委员会副主任委员
- 支树平：第十三届全国政协常委、提案委员会副主任，国家质量监督检验检疫总局局长
- 董云虎：上海市政协主席、党组书记
- 叶冬松：河北省政协主席、党组书记
- 段春华：十九届中央候补委员，天津市人大常委会主任、党组书记
- 窦树华：第十三届全国人大常委，全国人大环境与资源保护委员会副主任委员
- 陈述涛：第十三届全国人大常委
- 任贤良：第十三届全国人大社会建设委员会副主任委员
- 王秀峰：第十三届全国人大环境与资源保护委员会委员，中央和国家机关工委委员（副部长级）
- 谭琳：第十三届全国人大环境与资源保护委员会委员，全国妇联副主席、书记处书记、党组成员
- 韩永进：第十三届全国人大教育科学文化卫生委员会委员，国家图书馆馆长、党委书记兼国家古籍保护中心主任
- 宋海：第十三届全国政协常委、副秘书长
- 支建华：第十三届全国政协常委，吉林省政协副主席，九三学社中央常委
- 杨明生：第十三届全国政协常委，中国人寿保险（集团）公司党委书记、董事长
- 饶子和：第十三届全国政协常委，教科卫体委员会委员
- 曹雪涛：第十三届全国政协教科卫体委员会副主任，南开大学校长
- 孙庆聚：第十三届全国政协文化文史和学习委员会副主任
- 吕世光：第十三届全国政协文化文史和学习委员会副主任
- 常大光：第十三届全国政协全国港澳台侨委员会委员，原中央国家机关工委副书记
- 陈立：中央党校（国家行政学院）校（院）委会委员（副部长级）
- 王文灵：全国社会保障基金理事会副理事长、党组成员
- 王一鸣：国务院发展研究中心副主任、党组成员，第十三届全国政协经济委员会委员
- 雷鸣山：水利部副部长、党组成员
- 王贺胜：国家卫生健康委员会副主任、党组成员
- 曹宇：中国银行保险监督管理委员会党委委员、副主席
- 牛占华：中央机构编制委员会办公室副主任，第十三届全国政协提案委员会委员
- 邹志武：海关总署副署长、党组成员（副部长级），海关副总监关衔
- 宋哲：国务院港澳事务办公室副主任、党组成员
- 杨建平：中央人民政府驻香港特别行政区联络办公室副主任
- 王树成：人民日报社编委委员、海外版总编辑，第十三届全国政协外事委员会委员
- 李勇：联合国工业发展组织总干事
- 易小准：世界贸易组织副总干事
- 于再清：国际奥委会第一副主席，北京2022年冬奥会和冬残奥会组织委员会副主席
- 任学锋：中共中央候补委员，广东省委副书记、广州市委书记
- 刘奇凡：十九届中央纪委委员，内蒙古自治区党委常委、纪律检查委员会书记，自治区监察委员会主任
- 王清宪：山东省委常委、省委秘书长
- 刘新云：山西省副省长，省公安厅厅长、党委书记
- 曲孝丽：山西省副省长
- 李悦娥：山西省人大常委会副主任
- 焦彦龙：中共中央候补委员，河北省委常委、宣传部部长
- 宋亮：甘肃省委常委，省政府副省长、党组成员
- 张海波：甘肃省高级人民法院院长、党组书记、审委会委员，省委政法委委员
- 宗国英：云南省委常委，省政府常务副省长、党组副书记，云南行政学院院长
- 陈舜：云南省人民政府副省长、党组成员，伊洛瓦底江（云南段）河长
- 车秀兰：吉林省人大常委会副主任，民建中央常委
- 薛康：吉林省政协副主席，民进中央常委
- 王良：山东省人大常委会党组副书记、副主任
- 唐洲雁：山东省政协副主席，山东省社会科学院党委书记
- 殷鲁谦：山东省济南市人大常委会主任、党组书记
- 孟凡利：山东省青岛市委副书记、市长
- 杨军：山东省青岛市政协党组书记、主席
- 李毅：天津市委常委、市委秘书长
- 赵海山：天津市副市长
- 于世平：天津市人大常委会副主任、党组成员
- 陈永川：第十三届全国政协常委，天津市人大常委会副主任，九三学社中央常委、天津市委会主委
- 杨福刚：天津市人大常委会副主任
- 梁宝明：天津市人大常委会副主任
- 王小宁：天津市人大常委会副主任
- 魏大鹏：天津市政协副主席
- 高玉葆：天津市政协副主席，民盟中央常委
- 黎昌晋：第十三届全国政协常委，天津市政协副主席
- 李绍洪：天津市政协副主席
- 尚斌义：天津市政协副主席
- 张金英：天津市第十四届政协副主席，民进中央常委、天津市委会主委，市监察局副局长
- 郑之杰：国家开发银行党委副书记、副董事长、行长，第十三届全国政协经济委员会委员
- 王滨：中国太平保险集团公司董事长、党委书记（副部级），第十三届全国政协社会和法制委员会委员
- 乔保平：国家能源投资集团有限责任公司党组书记、董事长
- 杨庆山：南开大学党委书记（副部长级）
- 王寒松：兰州大学党委书记（副部长级）
- 黄振春：中国国家博物馆党委书记、副馆长
- 武在平：中央巡视组副部级巡视专员
- 尹宗华：中国国际贸易促进委员会党组成员、副会长
- 陈洲：中国国际贸易促进委员会党组成员、副会长
- 刘正均：审计署党组成员、法规司司长
- 刘大为：教育部党组成员、部长助理
- 杜江：文化和旅游部党组成员
- 才华：中宣部副秘书长
- 李道湘：中央社会主义学院党组成员、教务长
- 侯永志：国务院发展研究中心发展战略和区域经济研究部部长
- 徐林：国家发展和改革委员会城市和小城镇改革发展中心主任
- 叶惠丽：全国台联副会长、天津市台联会长
- 杨毅周：全国台联副会长、北京市台联副会长，第十三届全国政协港澳台侨委员会委员
- 张东刚：教育部人事司司长
- 田祖荫：全国学生资助管理中心（教育部外资贷款事务中心）主任
- 江伟：商务部西亚非洲司司长
- 何宁：中国驻美国大使馆经济商务公使(正司级)
- 方正辉：中国外文出版发行事业局副局长
- 牛一兵：人民日报海外版副总编辑
- 陈茂山：水利部发展研究中心主任、党委委员
- 陈明：水利部松辽水利委员会党组成员、副主任，松辽流域水资源保护局局长、党委书记
- 户作亮：水利部海河水利委员会党组成员、副主任
- 关凤峻：国土资源部地质环境司（地质灾害应急管理办公室）司长（主任）
- 左晓光：中国版本图书馆馆长、党委书记
- 韩海青：国家土地督察上海局局长、分党组书记、机关党委书记
- 郗卫东：中央编译局人事部主任、机关党委常务副书记兼机关纪委书记
- 杨雪冬：中央编译局中央文献翻译部主任
- 周凡：中共中央编译局国外马克思主义研究中心执行主任
- 丁开杰：中央编译局当代马克思主义研究部副主任
- 王桥：中国环境监测总站副站长
- 王检贵：国务院政策研究室宏观司副司长
- 张仲梁：国家统计局社会科技和文化产业统计司司长
- 黄瑞刚：中国国际电视总公司副总裁
- 张佩东：驻泰使馆经济商务参赞处
- 李钦峰：外交部离退休干部局副局长
- 马占武：中国驻印度加尔各答总领事
- 申知非：中国驻立陶宛共和国特命全权大使
- 钱波：驻伊斯坦布尔总领事
- 刁鸣生：中国驻贝宁共和国特命全权大使
- 许朝友：中国国际经济交流中心交流部部长
- 谭俊荣：澳门特别行政区社会文化司司长
- 杨益：香港中联办经济部副部长、商务部驻港首席代表
- 邹文开：北京社会管理职业学院党委书记、院长，民政部培训中心主任
- 戴斌：中国旅游研究院院长
- 赵振格：中国贸促会驻美国总代表
- 李正华：中国社会科学院当代中国研究所政治史研究室主任
- 李庆刚：中央党校党史教研部副主任
- 安来顺：国际友谊博物馆副馆长，中国博物馆协会副理事长兼秘书长，第十三届全国政协文化文史和学习委员会委员
- 朱国圣：新华社甘肃分社副社长、总编辑
- 王义军：中国青少年研究中心党组书记、主任，兼任团中央青运史档案馆馆长（正局级），政协第十三届全国委员会农业和农村委员会委员
- 崔海教：中央文明办志愿服务工作组组长，团中央文明办志愿服务局局长
- 董化杰：中国人民银行国库局巡视员
- 惠新安：山东省委组织部常务副部长
- 赵强：山东省政协副秘书长、省委统战部常务副部长
- 刘崇俊：山东省国家税务局党组成员、副局长
- 刘兆亮：山东省日照市委常委、常务副市长、市政府党组副书记
- 王京文：山东省济南市副市长、市政府党组成员
- 张大勇：山东省青岛市人民政府党组成员、市人大常委会副主任
- 李众民：山东省青岛市政协副主席
- 杨鹏鸣：山东省青岛市人大常委会秘书长
- 王作安：青岛市政府党组成员，红岛经济区、高新区工委书记
- 王中：山东省青岛市委党校副校长、行政学院副院长
- 李宽端：山东省东营市委书记
- 陈勇：山东省德州市委书记、市人大常委会主任、市委党校校长
- 陈平：山东省菏泽市委副书记，市政府副市长、代市长
- 唐福泉：山东省泰安市人大常委会主任
- 操学诚：山西省朔州市委副书记（正厅长级）
- 冯征：山西省食品药品监督管理局局长、党组书记
- 张新伟：山西省科技厅党组书记
- 张晓东：山西省统计局局长、党组书记
- 雷健坤：山西省阳泉市委副书记，市政府党组书记、市长
- 赵旻：江苏省委农工办（扶贫办）主任
- 杨洪：深圳市委常委、市政府党组成员
- 吕玉印：深圳市坪山区委书记
- 罗建鹏：深圳市人民政府口岸办公室党组书记、主任
- 马宏：深圳市妇联党组书记、主席
- 陈清：广东省深圳市龙华区委副书记、区长
- 张学凡：深圳市住房和建设局党组书记、局长
- 张远惠：深圳科技工业园有限公司董事长、党委书记
- 丁红都：广东省河源市委书记、市人大常委会党组书记、主任
- 许志晖：广东省茂名市委副书记、市长
- 陈敏：广东省梅州市委副书记、市政府市长、党组书记
- 张军：海南省三沙市委书记
- 马飞：海南省纪委办公厅主任
- 吴明月：海南省物价局局长、党组书记，省发展和改革委员会党组成员
- 徐达：中共北京市委党校（北京行政学院）副校（院）长
- 徐鸿达：北京市东城区政协主席、党组书记
- 霍学文：北京市金融工作局党组书记、副局长（正局级）
- 申晓庆：贵州省商务厅党组书记、厅长
- 王红光：贵州省文化厅副厅长、省文物局局长
- 申振东：贵州省机场集团有限公司董事长
- 肖四如：江西省政协经济委员会副主任
- 章远新：广西壮族自治区人大财经委主任委员
- 卢运福：广西区政协农业委员会副主任
- 朱浩文：河北省人民政府秘书长
- 彭学增：河北省邯郸市人大常委会主任
- 刘明轩：河北省石家庄市委常委、纪委书记
- 孙立坤：河南省焦作市委书记
- 王天顺：河南省煤田地质局局长、党委副书记
- 詹德旺：陕西省政协常委、宗教民族委员会主任
- 王舸：中共陕西省纪委副书记
- 毛健：吉林省人大教育科学文化卫生委员会主任委员
- 王立平：吉林省辽源市委副书记、代市长
- 武斌：沈阳故宫博物院院长
- 任青原：内蒙古自治区党委巡视二组副组长(正厅级)
- 乔生彪：宁夏回族自治区高级人民法院审判委员会专职委员
- 陈新武：湖北省人民政府副秘书长
- 张国骥：中共湖南省委党校常务副校长、湖南行政学院常务副院长
- 黄卫东：湖南省人民政府办公厅巡视员
- 向阳：四川省委第五巡视组组长
- 杨茂华：四川省地质矿产勘查开发局（简称四川省地矿局）党委书记、局长
- 陆开锦：福建省委委员、省委副秘书长，政策研究室主任
- 陈跃进：福建省测绘地理信息局党组副书记、局长
- 严建：云南省政协教科文卫体委员会主任
- 罗夫永：新疆维吾尔自治区党委宣传部副部长（正厅级）、自治区人民政府新闻办公室主任
- 王慧林：新疆维吾尔自治区政府副秘书长、办公厅主任、办公厅党组副书记
- 吴显亭：甘肃省政府副秘书长
- 张翀：政协甘肃省委员会港澳台侨和外事委员会副主任（正厅长级）
- 杨福刚：天津市人大常委会秘书长
- 靳润成：天津市人民代表大会教育科学文化卫生委员会主任委员
- 吴延龙：天津市人民代表大会城乡建设环境保护委员会主任委员
- 张继和：天津市人民代表大会民族宗教侨务委员会主任委员
- 冯志江：天津市人民代表大会法制委员会副主任委员
- 张静：天津市人民代表大会法制委员会副主任委员
- 马广智：天津市人民代表大会内务司法委员会副主任委员、市人大常委会内务司法办公室副主任
- 张时善：天津市人民代表大会内务司法委员会副主任委员
- 孔令国：天津市人民代表大会教育科学文化卫生办公室副主任
- 柴中达：天津市委政法委副书记，市政协社会和法制委员会主任
- 滕锦然：天津市委政法委副书记，市政协社会和法制委员会副主任
- 祝宝钟：天津市政协文史资料委员会主任
- 哈全安：天津市政协文史资料委员会副主任
- 于忠诚：天津市政协人口资源环境和城市建设委员会主任
- 宋爱新：天津市政协提案委员会副主任
- 石玉颖：天津市政协经济委员会副主任（正局级）
- 陈宗胜：天津市政协经济委员会副主任（正局级）
- 王硕：天津市政协科技教育委员会副主任
- 卜显和：天津市政协科技教育委员会副主任
- 李伟：天津市纪委副书记
- 王津生：天津市委副秘书长（正局级）
- 殷向杰：天津市人民政府副秘书长（正局级）
- 李伟成：天津市第十四届委员会副秘书长
- 田贵明：天津市政协副秘书长
- 龚建生：天津市委宣传部副部长、天津市对外宣传领导小组办公室（市人民政府新闻办公室）主任（兼）
- 李朝兴：天津市工业和信息化委员会党组书记、主任
- 刘子利：天津市国土资源和房屋管理局党委书记
- 王建存：天津市卫生和计划生育委员会主任、党委副书记
- 杜西平：天津市统计局党组书记、局长
- 李克敏：天津市体育局党委书记、局长
- 杜强：天津市金融工作局局长
- 黄永刚：天津市文化广播影视局（市文物局）党委副书记，局长
- 杨桂华：天津日报社党委书记、社长
- 张健：天津社会科学院党组书记、院长
- 王竞：天津市社会主义学院党组书记、第一副院长
- 李亚东：中共天津市委党校（天津行政学院）副校（院）长，校务委员会委员
- 王秀喜：天津市人民检察院党组成员、纪检组组长
- 李佩林：天津海关党组书记、关长
- 荣新海：天津临港经济区管委会书记
- 李连庆：天津市人民政府行政审批管理办公室党委书记、主任
- 徐岗：共青团天津市委书记、党组书记
- 刘道刚：天津市委统战部副部长（兼）、市工商联党组书记
- 张勇：天津市滨海新区区委副书记、区长、党组书记
- 刘志强：天津市河北区委副书记、区长
- 薛辉：天津市南开区委书记
- 贾凤山：天津市河西区委书记
- 吕福春：天津市津南区委书记
- 霍庆生：天津市滨海新区区委常委、区纪委书记
- 石凤妍：天津市滨海新区区委常委、统战部部长
- 张锐钢：天津市滨海新区区委常委，区政府常务副区长
- 郝寿义：天津滨海新区人大常委会副主任(正局级)
- 吴文学：国家旅游局副局长（退休）
- 霍建国：商务部国际贸易经济合作研究院院长，中国世界贸易组织研究会副会长（退休）
- 王学龙：中国地质调查局党组成员、副局长（正局级）（退休）
- 周齐：山东省省长助理、省政府党组成员（退休）
- 崔久明：山东省人民检察院党组成员、副检察长（正厅级）、检察委员会委员、检察员、一级高级检察官（退休）
- 谭庆华：山东省政协人口资源环境委员会副主任（退休）
- 李永宏：山西省人大常委会内务司法委员会主任委员（退休）
- 翁金明：山西省地质勘查局局长、党委副书记（退休）
- 武捷思：广东省人民政府省长助理（退休）
- 唐杰：深圳市政府副市长、党组成员（退休）
- 王毅：深圳市政协副主席、党组副书记（退休）
- 刘军：深圳市人大常委会党组成员、副主任（退休）
- 盛斌：深圳市人民政府副秘书长(正局级)（退休）
- 南岭：深圳市政府副秘书长、市政府政策研究室主任（退休）
- 曹绍业：深圳市委督导组组长（退休）
- 孙大卫：深圳市纪委副书记（退休）
- 李晓光：北京市市政市容管理委员会党组书记（退休）
- 余华青：陕西省文化厅党组书记、厅长，陕西省社会科学院党组书记、院长（退休）
- 刘地生：天津市人民代表大会财政经济委员会副主任委员（退休）
- 王敬威：天津市人民政府副秘书长 天津市人民代表大会法制委员会主任委员（正局级）（退休）
- 张崇慧：山西省人大常委会城乡建设环境保护工作委员会主任（退休）
- 安俊生：山西省地质勘查局局长、党委书记（退休）
- 王永存：海南省地方税务局党组书记、副局长（正厅级）（退休）
- 宋效忠：河南省信阳市人大常委会主任、党组书记（退休）
- 吴玉龙：安徽省地质矿产勘查局局长、党委书记（退休）
- 冯志成：云南省人大常委会环资工委主任（退休）
- 徐毅：天津市市政公路管理局党委书记（退休）
- 王伟生：天津市审计局党组书记、局长
- 刘凤山：天津渤海轻工投资集团有限公司副总经理
- 李学海：山东省青岛市政协副主席

## 学术界

### 人文社科
- 黄仁宇：历史学家、中国明史专家，“大历史观”倡导者
- 何廉：经济学家，教育家
- 方显廷：经济学家
- 王赣愚：政治学家、经济学家
- 张纯明：政治学家
- 陈序经：社会历史学家，教育家
- 李锐：经济学家
- 蒋廷黻：历史学家
- 李济：人类学家，中国考古学之父
- 李卓敏：经济学家，教育家
- 汤用彤：哲学史家、佛教史家
- 凌冰：教育家
- 冯文潜：哲学家
- 罗隆基：人权理论家，政治活动家
- 范文澜：中国历史学家
- 鲍觉民：中国经济地理学家
- 郑天挺：中国近现代历史学家，教育家
- 雷海宗：历史学家
- 叶嘉莹：古诗词大师
- 梁思达：经济学家，梁启超之子
- 喻大华：历史学家

### 科学技术
- 陈省身：数学大师，在整体微分几何上的卓越贡献影响了整个数学的发展
- 姜立夫：数学家，数学教育家
- 江泽涵：数学家
- 饶毓泰：物理学家
- 吴大猷：物理学家，中央研究院第六任院长，設有吴大猷纪念馆、吴大猷学术基金会。
- 竺可桢：气象学家，地理学家
- 郭永怀：力学家，应用数学家，空气动力学家
- 杨石先：化学家，原南开大学校长
- 殷宏章：植物生理学家
- 刘东生：环境地质学家
- 刘晋年：数学教育家
- 母国光：光学家，原南开大学校长
- 何国柱：核物理学家

### 海外教授

#### 美国
- 白秀成, 内华达大学拉斯维加斯分校William F. Harrah酒店管理学院教授，Associate Dean
- 白聚山，哥伦比亚大学经济学教授。2015年，参与筹建南开大学金融学院并担任首任院长。
- Gulbahar H. Beckett, 爱荷华州立大学Applied Linguistics教授
- Hui Zhang, 西北大学Feinberg医学院Biostatistics教授
- 边燕杰, 明尼苏达大学社会学系教授
- Nianyun (Kelly) Cai, 密西根大学迪尔本分校Accounting and Finance副教授
- Shuowei Cai, 麻省大学达特茅斯分校Chemistry副教授
- Yi (Tom) Cai, 加州州立大学北岭分校Family and Consumer Sciences副教授
- 蔡勇, 佛罗里达国际大学Chemistry and Biochemistry教授
- Chuanhai Cao, 南佛罗里达大学Pharmaceutical Sciences副教授
- Baojiang Chen, 德克萨斯大学休斯顿健康科学中心Biostatistics副教授
- 陈超美, 德雷塞尔大学Information Science and Technology教授
- Eugene Y-X Chen, 科罗拉多州立大学化学系教授, Millennial Professor of Polymer Science and Sustainability
- 陈锋, 田纳西大学Department of Plant Sciences教授
- 陈光红, 威斯康星大学麦迪逊分校Medical Physics教授
- 陈荷新, 南卡罗来纳大学Biological Sciences副教授
- 陈红, 哈佛大学医学院Surgery副教授
- 陈金茹, 佐治亚大学食品科学与技术教授
- Kai Chen, 南加州大学Radiochemistry, Molecular Imaging Center副教授
- Qixuan Chen, 哥伦比亚大学Biostatistics副教授
- Quizi Cynthia Chen, 西雅图华盛顿大学运输工程教授
- Wei Chen, 南佛罗里达大学Department of Physics教授
- Xuequn Chen, 韦恩州立大学Department of Physiology副教授
- Yong Chen, 德克萨斯农工大学Finance副教授
- Yongsheng Chen, 佐治亚理工学院School of Civil & Environmental Engineering副教授
- 陈中方, 波多黎各大学里约·彼德拉斯校区化学系副教授
- 程建军, 伊利诺伊大学香槟分校Department of Materials Science and Engineering副教授
- Qi Cheng, 俄克拉荷马大学计算机科学Williams Companies Foundation Presidential教授
- Xi Chu, 蒙大拿大学化学系副教授
- 田舒, 印地安那大学伯明顿分校Recreation, Park, and Tourism Studies副教授
- 崔欣萍, 加州大学河滨分校统计学副教授
- Zhe Dang, 华盛顿州立大学School of Electrical Engineering and Computer Science副教授
- 邓越凡, 纽约州立大学石溪分校Applied Mathematics Department教授
- 董金堂, 埃默里大学Oncology and Human Genetics教授
- Ding Du，北亚利桑那大学商学院副教授
- Hai Fang，科罗拉多大学丹佛分校Department of Health Systems, Management, and Policy副教授
- 方浩, 爱荷华大学数学系副教授
- Yayin Fang，哈沃德大学Department of Biochemistry and Molecular Biology副教授
- Songlin Fei，普渡大学Department of Forestry and Natural Resources副教授
- Keli Feng，南卡罗来纳州州立大学Department of Business Administration副教授
- Mei Feng，匹兹堡大学商学院副教授
- Kathy S. He Fogel, 萨福克大学Finance副教授
- 傅凯，内布拉斯加州医学中心大学Pathology and Microbiology副教授
- Yujian (Jullianne) Fu, 阿拉巴马农业机械大学计算机副教授
- 傅征，弗吉尼亚大学Medicine, Gastroenterology and Hepatology副教授
- 高速，北德克萨斯大学数学系教授
- 高虓虎，西雅图华盛顿大学Department of Bioengineering副教授
- Yuan Gao，罗格斯大学纽瓦克分校Atmospheric Chemistry副教授
- 顾立群，密苏里大学哥伦比亚分校Biological Engineering副教授
- Chen Gu，俄亥俄州立大学Department of Neuroscience and Center for Molecular Neurobiology副教授
- 顾健，德克萨斯大学达拉斯西南医学中心Cancer Prevention and Population Sciences副教授
- Jian (JAMES) Gu, 塞勒姆州立大学Management副教授
- 谷雁翔, 纽约州立大学杰纳苏分校金融与经济学教授
- Feng Guo, 加州大学洛杉矶分校Biological Chemistry副教授
- Lin Guo, 萨福克大学Finance副教授
- 郭凌杰, 密歇根大学安娜堡分校Electrical Engr & Computer Sci教授
- 郭军涛, 北卡罗来纳大学夏洛特分校Department of Bioinformatics and Genomics副教授
- 郭申阳, 北卡大学教堂山分校社会工作学院教授
- 韩纲，爱荷华州立大学Greenlee新闻与传播学院副教授
- Jianlong Han, 南犹他大学数学系副教授
- 韩涛, 匹兹堡大学Department of Physics教授
- Xiaoyan Han, 韦恩州立大学电子与计算机工程教授
- Yihong He (Daniel), 蒙莫斯大学Accounting副教授
- 洪维虎, 克莱顿州立大学Mathematics教授
- Aidong Hu, 索诺马州立大学Department of Business Administration教授
- 胡菁华, 梅奥医学院Biochemistry & Molecular Biology副教授
- 胡新华, 东卡罗来纳州立大学Department of Physics教授
- 胡毅, 亚利桑那大学数学系教授
- Raven Huifang Huang, 伊利诺伊大学香槟分校Biochemistry副教授
- 黄献正, 南卡罗莱纳大学哥伦比亚分校统计学副教授
- Zhenyu Huang, 中密歇根大学Business Information Systems副教授
- 贾松涛, 哥伦比亚大学Biological Sciences副教授
- 蒋晨阳, 加州大学尔湾分校土木与环境工程教授
- 蒋建成, 北卡罗来纳大学夏洛特分校Department of Mathematics and Statistics副教授
- Lin Jiang, 佐治亚理工学院School of Biology副教授
- 江山河, 托莱多大学刑事司法学系主任，教授
- Kai Jin, 德州农工大学金斯维尔分校Mechanical and Industrial Engineering教授
- Lihong (Heidi) Jiao, 伟谷州立大学Electrical Engineering副教授
- 金守光, 佛罗里达大学Molecular Genetics & Microbiology教授
- Zhezhen Jin, 哥伦比亚大学Biostatistics副教授
- 康伟, 美国海军研究生院应用数学教授
- Rui Kuang, 明尼苏达大学双城分校Computer Science and Engineering副教授
- 李春, 凯斯西储大学Epidemiology and Biostatistics副教授
- 李凤茹, 蒙大拿大学Management and Marketing副教授
- 李桂根, 德州理工大学Department of Chemistry and Biochemistry教授
- 李明, 凯斯西储大学Epidemiology and Biostatistics副教授
- 李明瑶, 宾夕法尼亚大学生物统计副教授
- 李培宁, 耶鲁大学Department of Genetics副教授
- 李其, 德克萨斯农工大学经济学教授
- 李前程, 路易斯安那州立大学Foreign Language and Literature副教授
- 李士生, 路易斯安那州立大学School of Veterinary Medicine副教授
- Tonglei Li, 普渡大学Allen Chao Chair, Industrial and Physical Pharmacy教授
- Wei Li, 威斯康星大学普拉特维尔分校Engineering Physics教授
- 李小兵, 中央奥克拉荷马大学History and Geography教授
- Xueping Li, 田纳西大学Industrial and Systems Engineering副教授
- Yufeng Li, 阿拉巴马大学伯明翰分校Division of Preventive Medicine副教授
- Zhiyu Li, 费城科学大学Pharmaceutical Sciences副教授
- 梁家巷, 纽黑文大学Marketing & Quantitative Analysis副教授
- JunFeng Liang, 斯蒂文斯理工学院Department of Chemistry and Chemical Biology副教授
- Ling L. Liang, 拉塞尔大学Science Education副教授
- 梁学斌, 路易斯安那州立大学Elect. & Computer Eng.副教授
- Yating Liang, 密苏里州立大学Department of Kinesiology副教授
- Yi Liao, 佛罗里达理工学院Chemistry副教授
- Feng Lin, 凯斯西储大学Institute of Pathology副教授
- 林侠, 贝勒医学院Department of Surgery副教授
- 林元淡, 佛罗里达大西洋大学Mathematical Sciences教授
- Yuankun Lin, 北德克萨斯大学Department of Physics副教授
- 刘春明, 肯塔基大学Molecular & Cellular Biochemistry教授
- Gang Liu, 犹他大学Department of Radiology副教授
- Hui (Cathy) Liu, 密歇根州立大学Sociology副教授
- Jian Liu, 北卡大学教堂山分校Medicinal Chemistry & Natural Products教授
- Jun Liu, 佐治亚南方大学Management & Decision Sciences副教授
- 刘梦翎, 纽约大学Biostatistics副教授
- 刘平华, 波士顿大学Chemistry副教授
- 刘瑞华, 戴顿大学Mathematics副教授
- Yang Liu, 匹兹堡大学Department of Medicine副教授
- Yixin Liu, 新罕布什尔大学Finance副教授
- 刘玉峰, 北卡大学教堂山分校Department of Statistics and Operations Research教授
- Zengqiang "John" Liu, 圣克劳德州立大学Physics, Astronomy and Engineering Science副教授
- 刘稚, 北卡大学教堂山分校Department of Dermatology教授
- 刘志新, 密西根大学迪尔本分校Decision Science副教授
- Junqing Lu, 东卡罗来纳州立大学物理学副教授
- 陆临渊, 南卡罗莱纳大学Department of Mathematics教授
- 吕鹏, 俄勒冈大学Mathematics教授
- 吕万革, 南加州大学Biochemistry & Molecular Biology副教授
- Weili Lu, 加州州立大学富尔顿分校Finance副教授
- 陆小飞, 宾州州立大学Applied Linguistics教授
- Yun Lu, 南伊利诺伊大学爱德华兹维尔分校Department of Chemistry副教授
- Zhao Lu, 塔斯基吉大学Department of Electrical Engineering副教授
- Hong Luo, 纽约州立大学水牛城分校Physics教授
- 罗鸿博, 哈佛大学Pathology副教授
- Lan Luo, 南加州大学Marketing副教授
- 罗尚真, 北爱荷华大学Mathematics副教授
- 马长兴, 纽约州立大学水牛城分校Department of Biostatistics副教授
- Dongsheng Brian Ma, 德克萨斯大学达拉斯分校Erik Jonsson Distinguished Chair, Electrical Engineering副教授
- Lixin Ma, 密苏里大学哥伦比亚分校Radiology副教授
- 马平, 伊利诺伊大学香槟分校Statistics副教授
- 茅毓新, 康奈尔大学Molecular Biology and Genetics副教授
- 姚丽华, 梅奥医学院眼科学副教授
- 倪亭, 明尼苏达圣玛丽大学American and Asian History教授（退休）
- Li Miao, 普渡大学Hospitality and Tourism Management副教授
- 聂书明, 埃默里大学Wallace H. Coulter Distinguished Chair Professor, Biomedical Engineering教授
- Ren Mu, 德克萨斯农工大学The Bush School of Government and Public Service副教授
- 欧阳天成, 杨百翰大学Mathematics教授
- Zengjun Peng, 圣克劳德州立大学Mass Communications副教授
- Xingwang (Kevin) Qian, 纽约州立大学Buffalo State分校Economics and Finance副教授
- Yiming Qian, 爱荷华大学Finance副教授
- 乔利亚, 弗吉尼亚联邦大学Physiology and Biophysics副教授
- 秦承忠, 加州大学圣塔芭芭拉分校经济学教授
- 曲祥贵, 奥克兰大学Statistics副教授
- 曲忠军, 波士顿大学经济学副教授
- 任昕, 加州州立大学萨克拉门托分校Division of Criminal Justice教授
- Yayuan Ren, 伊利诺伊州立大学商学院副教授
- 阮忠进, 伊利诺伊大学香槟分校Department of Mathematics教授
- 邵琴, 托莱多大学数学系教授
- 沈华, 弗吉尼亚州立大学生物学教授
- 史峻平, 威廉玛丽学院Mathematics教授
- Xiaodong Michael Shi, 西弗吉尼亚大学Department of Chemistry副教授
- 宋齐望, 雪城大学Electrical Engineering and Computer Science教授
- Xueyu Song, 爱荷华州立大学Chemistry教授
- Zhiyan Song, 萨凡纳州立大学Natural Sciences and Mathematics教授
- Fubing Su, 瓦萨尔学院Political Science副教授
- 苏凯红, 内布拉斯加州医学中心大学Pathology and Microbiology副教授
- Ming Su, 美国东北大学Department of Chemical Engineering副教授
- 苏其昌, 伊利诺伊州立大学Department of Physics教授
- 苏伟峰, 纽约州立大学水牛城分校Department of Electrical Engineering副教授
- 孙公勘, 罗德岛大学Cell and Molecular Biology教授
- 孙华，爱荷华州立大学Finance副教授
- 孙晖, 加州大学洛杉矶分校Physiology and Ophthalmology副教授
- 孙洁霖, 维克森林大学Center for Genomics and Personalized Medicine Research副教授
- Yan Sun, 圣路易斯大学Accounting副教授
- 孙奕, 圣地亚哥大学历史系副教授
- 孙朝霞, 耶鲁大学Genetics副教授
- Weiguo Andy Tao, 普渡大学Department of Medicinal Chemistry and Molecular Pharmacology副教授
- 田莉, 加州大学戴维斯分校植物科学副教授
- 田鲁, 斯坦福大学Department of Health Research and Policy副教授
- Mingzhen Tian, 乔治梅森大学物理学副教授
- 王柄武, 东密歇根大学Mathematics副教授
- Chenggang Wang, 德克萨斯理工大学Department of Agricultural and Applied Economics副教授
- Chun Wang, 明尼苏达大学双城分校Department of Biomedical Engineering副教授
- 王东, 费耶特维尔州立大学Mathematics副教授
- Grace (Guiling) Wang, 新泽西理工学院Computer Science副教授
- 王昊南, 科罗拉多州立大学Department of Statistics副教授
- Hongjun Wang, 斯蒂文斯理工学院Biomedical Engineering副教授
- Hui Wang, 罗德福德大学Department of Information Technology副教授
- Jenny Zhijie Wang, 美国海军学院Languages and Cultures Department副教授
- 王建龙, 西奈山医学院Developmental and Regenerative Biology副教授
- Jing (Alice) Wang, 爱荷华大学Marketing副教授
- Jing Wang, 新罕布什尔大学Peter T. Paul商学院Decision Sciences副教授
- Kai Wang, 爱荷华大学Biostatistics副教授
- Lihua Wang, 旧金山州立大学International Business副教授
- 王丽雅, 鲍德温-华莱士大学社会学教授
- 王鹏, 佐治亚州立大学教授Georgia Research Eminent Scholar in Chemical Glycobiology
- Ping Wang, 纽约圣约翰大学School of Risk Management, Insurance and Actuarial Science副教授
- 王奇, 南卡罗莱纳大学Mathematics教授
- Qinghai Wang, 佐治亚理工学院Finance副教授
- Suosheng Wang, 印第安纳大学-普渡大学印第安纳波利斯分校Department of Tourism, Conventions and Event Management副教授
- Wei Wang, 加州大学洛杉矶分校计算机系教授
- Wenyong Wang, 怀俄明大学Physics and Astronomy副教授
- Xiaodong (Robert) Wang, 桑福德大学McWhorter School of Pharmacy副教授
- Xiaofang Wang, 维拉诺瓦大学电子与计算机工程副教授
- 王兴贺, 密苏里大学哥伦比亚分校Economics教授
- Xujing Wang, 阿拉巴马大学伯明翰分校物理系副教授
- 王勋, 威斯康辛大学帕克赛分校社会学系教授
- Yanming Wang, 凯斯西储大学Radiology副教授
- 王彦庄, 密歇根大学安娜堡分校Molecular, Cellular and Developmental Biology副教授
- Yong Wang, 西新英格兰大学Finance教授
- Yongge Wang, 北卡罗来纳大学夏洛特分校Department of Software and Information Systems副教授
- Zhengqiang Wang, 明尼苏达大学双城分校Center for Drug Design副教授
- Chunhua Weng, 哥伦比亚大学Department of Biomedical Informatics副教授
- 吴立范, 加州州立大学洛杉矶分校Finance and Law教授
- 吴伏生，犹他大学Department of Languages and Literature教授
- Harris Wu, 欧道明大学Information Technology and Decision Sciences副教授
- Hong Wu, 圣托马斯大学Business Administration副教授
- 吴疆, 亚利桑那大学East Asian Studies副教授
- Jinhui (Sarah) Wu, 福特汉姆大学Management Systems副教授
- 吴力, 罗德岛大学数学系教授
- Samuel S. Wu, 佛罗里达大学Statistics教授
- 吴义超, 北卡罗莱纳州立大学Department of Statistics副教授
- Lan Xia, 本特利大学Marketing副教授
- 夏香根, 特拉华大学Electrical and Computer Engineering教授
- Ming Xian, 华盛顿州立大学Chemistry Department副教授
- 谢来华, 罗格斯大学新泽西医学院Department of Cell Biology and Molecular Medicine教授
- Guangming Xing, 西肯塔基大学Department of Computer Science教授
- 邢海鹏, 纽约州立大学石溪分校Applied Maths & Statistics Department副教授
- 徐洪泉, 加州大学洛杉矶分校Statistics教授
- Jiangmin Xu, 温斯顿塞勒姆州立大学School of Health Sciences副教授
- Pisun (Tracy) Xu, 丹佛大学Reiman School of Finance副教授
- 徐蓉晖, 加利福尼亚大学圣迭戈分校数学系教授
- 徐向锦, 宾汉姆顿大学Department of Mathematical Sciences副教授
- 徐晓伟, 阿肯色大学小石城分校Information Science Department教授
- 许亚民, 莱莫恩学院History副教授
- 薛梅, 波士顿学院Operations & Strategic Management Department副教授
- 严鸿军, 耶鲁大学Finance副教授
- 严佳, 华盛顿州立大学School of Economic Sciences副教授
- 杨凤岗, 普渡大学Department of Sociology教授
- Honggang Yang, 诺瓦东南大学Interdisciplinary Studies教授
- 杨宏伟, 阿巴拉契亚州立大学Department of Communication副教授
- 杨坚, 科罗拉多大学丹佛分校摩根大通讲席教授（J. P. Morgan Endowed Chair）, 摩根大通商品研究中心研究主任, 金融学（Finance）教授，系主任
- 杨杰, 伊利诺伊大学芝加哥分校Mathematics Department副教授
- Jun Yang, 犹他大学Ophthalmology and Visual Sciences副教授
- Ke Yang, 哈特福德大学Economics副教授
- Qing Yang, 蒙大拿州立大学Department of Computer Science副教授
- 杨松, 阿肯色大学Sociology副教授
- 杨晓勇, 耶鲁大学Comparative Medicine and of Cellular and Molecular Physiology副教授
- 叶玉珍, 印第安纳大学伯明顿分校Informatics and Computing副教授
- 尹世琢, 宾州州立大学Electrical Engineering教授
- 由超, 北达科他州立大学Department of Electrical and Computer Engineering副教授
- Wen You, 弗吉尼亚理工大学Agricultural and Applied Economics副教授
- Aiming Yu, 加州大学戴维斯分校Biochemistry and Molecular Medicine副教授
- 余茂春, 美国海军学院East Asia and Military History教授
- 俞平, 密苏里大学哥伦比亚分校Physics副教授
- Tieying Yu, 波士顿学院Management and Organization副教授
- 虞一峰, 加州大学尔湾分校Mathematics副教授
- 袁海旺, 西肯塔基大学Department of Library Public Services教授
- Lijun Yuan, 德州州立大学圣马科斯分校Philosophy副教授
- 曾崇纯, 佐治亚理工学院Mathematics教授
- Jihong Zeng, 纽约理工学院Management Information System副教授
- 曾鹏, 奥本大学Statistics副教授
- 詹大鹏, 密歇根州立大学Mathematics Department副教授
- Andrew (Jianzhong) Zhang, 内华达大学拉斯维加斯分校Finance副教授
- 张春明, 威斯康星大学麦迪逊分校统计系教授
- 张聪, 弗吉尼亚大学History副教授
- 张大保, 普渡大学Department of Statistics副教授
- Gaiyan Zhang, 密苏里大学圣路易斯分校Finance副教授
- Haitao Zhang, 杜兰大学Department of Pathology & Laboratory Medicine副教授
- Hong Zhang, 中佛罗里达大学History副教授
- Hongkai Zhang, 东中央大学Department of Business Administration教授
- 张建波, 堪萨斯大学Department of Economics副教授
- Jennifer Yunyan Zhang, 杜克大学Dermatology副教授
- Jin Zhang, 加州州立大学萨克拉门托分校Department of Accountancy副教授
- 张珂, 韦恩州立大学Education副教授
- 张乐宁, 圣弗朗西斯大学Sociology and Criminology教授
- 张立明, 加州大学圣塔芭芭拉分校Department of Chemistry教授
- 张庆, 佐治亚大学Mathematics教授
- Qing Zhang, 亚利桑那大学Anthropology副教授
- Qinghong Zhang, 北密歇根大学Mathematics and Computer Science副教授
- 张实, 加州大学洛杉矶分校Marketing副教授
- Song Zhang, 密西西比州立大学Computer Science and Engineering副教授
- 张为华, 萨凡纳艺术设计学院素质教育教授
- Weiqun Zhang, 莱特州立大学Lake Campus, Mathematics副教授
- Xianguang “Peter” Zhang, 伟谷州立大学Communications副教授
- 张小虎, 耶鲁大学Accounting教授
- Yan Zhang, 弗吉尼亚联邦大学Department of Medicinal Chemistry副教授
- 张勇涛, 圣母大学Department of Mathematics副教授
- Zhe George Zhang, 西华盛顿大学Decision Sciences教授
- 张箴, 南加州大学Electrical Engineering-Systems教授
- 张志新, 内布拉斯加州医学中心大学Pathology and Microbiology教授
- 张仲寅, 印第安纳大学-普渡大学印第安纳波利斯分校Biochemistry and Molecular Biology教授Robert A. Harris Professor and Chairman
- 赵京, 密西根大学迪尔本分校数学系教授
- 赵建强, 埃克德学院Mathematics副教授
- 赵宏, 宾夕法尼亚大学沃顿商学院统计学教授
- 赵瑞军, 明尼苏达州立大学曼凯托分校Department of Mathematics and Statistics副教授
- Xiaobing Zhao, 北亚利桑那大学经济学副教授
- Xuan Zhao, 孟菲斯大学Chemistry副教授
- 赵志根，天普大学福克斯商学院统计学副教授
- Weifan Zheng, 北卡罗莱纳州中央大学Pharmaceutical Sciences副教授
- 钟文瑄, 佐治亚大学统计系副教授
- 周海汶, 欧道明大学经济学教授
- Haiyan Zhou, 德克萨斯大学泛美分校Accounting教授
- Jia Zhou, 德克萨斯大学医学分部Chemical Biology副教授
- Xiaoshan "SEAN" Zhu, 内华达州立大学雷诺分校Department of Electrical and Biomedical Engineering副教授
- 周雪光, 斯坦福大学社会学系教授
- 纵微星, 纽约州立大学石溪分校Molecular Genetics and Microbiology副教授
- 邹异明, 威斯康星大学密尔沃基分校Department of Mathematical Sciences教授

#### 加拿大
- Jianan Peng, 阿卡迪亚大学Mathematics & Statistics副教授
- Yonglin Francis Sun, 布鲁克大学Goodman School of Business助理教授
- Yang Byron Song, 康考迪亚大学Department of Accountancy副教授
- Lei Liu, 达尔豪斯大学Civil Engineering教授
- 王革伏, 达尔豪斯大学Department of Plant and Animal Sciences教授
- Shenwen Li, 拉瓦尔大学Department of History教授
- 梁臣, 麦吉尔大学Department of Medicine副教授
- Qiyin Fang, 麦克马斯特大学Department of Engineering Physics教授
- Yuyue (Peter) Song, 纽芬兰纪念大学Operations Management副教授
- Aibing Xia, 圣文森山大学Chemistry Department副教授
- Xijia Gu, 瑞尔森大学Department of Electrical and Computer Engineering教授
- Jie Dai, 加拿大圣玛丽大学Finance and Management Science助理教授
- Runjuan Liu, 阿尔伯塔大学International Business副教授
- Yu Ma, 阿尔伯塔大学Marketing副教授
- Siyuan Liu, 英属哥伦比亚大学Department of Theatre and Film助理教授
- 王玉琢, 英属哥伦比亚大学Department of Urologic Sciences教授
- Decheng Yang, 英属哥伦比亚大学Pathology & Laboratory Medicine教授
- 周幼文, 英属哥伦比亚大学Department of Dermatology and Skin Science副教授
- 刘国军, 加拿大皇后大学Chemistry教授
- 刘旭东, 加拿大皇后大学Psychiatry助理教授
- Ying (Jessica) Cao, 圭尔夫大学Department of Food, Agricultural and Resource Economics助理教授
- 付金钟, 圭尔夫大学Integrative Biology副教授
- Luming Wang, 曼尼托巴大学Department Marketing助理教授
- Zhenyu Wu, 曼尼托巴大学Department of Business Administration副教授
- 朱晓夏, 蒙特利尔大学Chemistry教授
- 鲍晓毅, 渥太华大学Department of Physics教授
- 陈亮, 渥太华大学Physics副教授
- 郭春华, 里贾纳大学Mathematics and Statistics教授
- 赵阳, 里贾纳大学Department of Mathematics and Statistics副教授
- Yuchao Zhu, 里贾纳大学Political Science副教授
- Miaomiao Yu, 萨斯喀彻温大学Department of Finance and Management Science助理教授
- 宗力, 萨斯喀彻温大学Sociology教授
- 傅磊, 多伦多大学Laboratory Medicine and Pathobiology, Sunnybrook Health Science Centre助理教授
- Bing Han, 多伦多大学Finance教授
- 宋大通, 多伦多大学Inorganic Chemistry副教授
- Ping Zhang, 多伦多大学School of Management副教授
- 张兆雷, 多伦多大学Banting & Best Department of Medical Research (BBDMR) and Department of Molecular Genetics教授
- 李鹏飞, 滑铁卢大学Department of Statistics and Actuarial Sciences教授
- 杨恩辉, 滑铁卢大学Electrical and Computer Engineering教授
- 曾蕾蕾, 滑铁卢大学Department of Statistics and Actuarial Science副教授
- Xinghao (Shaun) Yan, 西安大略大学Management Science助理教授
- 王运通, 温莎大学Department of Economics教授
- Ligang Zhong, 温莎大学Odette School of Business助理教授
- Hui (Joy) Liu, 温哥华岛大学Business Administration教授
- Flora Niu, 劳里埃大学Accounting副教授
- Xiaofei Li, 加拿大约克大学Finance副教授
- 田屹松, 加拿大约克大学Finance教授

## 金融界
- 项俊波：前中共中央委员，前中国保监会主席、党委书记
- 杨明生：中央纪委委员，中国人寿保险（集团）公司党委书记、董事长、总裁
- 郑之杰： 国家开发银行党委副书记、副董事长、行长（副部级）
- 王滨：中国太平保险集团公司董事长、党委书记（副部级）
- 李振江：中国农业银行副行长
- 张文才：亚洲开发银行副行长
- 郑利平：亚洲开发银行中西亚局首席城市发展专家
- 李祥林：中国国际金融公司执行总经理、首席风险官
- 彭文生：中国国际金融公司首席经济学家
- 王骥：中国平安保险集团党委副书记、平安银行股份有限公司党委书记
- 王利平：中国平安保险集团执行董事、副总经理，首席人力资源执行官
- 周立：平安银行总行首席信贷风险执行官，首席内控执行官
- 张春霖：世界银行东亚及太平洋地区民营经济发展部首席专家
- 赵瑞安：北京银行股份有限公司副行长，金融市场总监
- 孙利国：渤海银行副行长
- 恽铭庆：华夏银行首席信息官、党委委员
- 郭少泉：青岛银行股份有限公司党委书记、董事长
- 穆矢：上海浦东发展银行总行副行长
- 崔炳文：上海浦东发展银行天津分行行长、党委书记
- 车德宇：中国银行天津分行行长
- 石新宇：渣打银行天津分行行长
- 周海良：平安银行天津分行行长
- 杨志群： 平安银行广州分行行长
- 杨春林：中国工商银行福建省分行行长、党委书记
- 许海：中国工商银行股份有限公司甘肃省分行行长、党委书记
- 孟龙：中国保监会法规部主任
- 王金铎：中国保监会保险中介监管部主任
- 房永斌：中国保监会广东监管局党委书记、局长
- 董波：中国保监会黑龙江监管局党委书记、局长
- 叶春和：中国证监会重庆监管局党委书记、局长
- 王晓明：中国人民银行征信中心党委书记
- 苏东海：中国人民银行天津分行党委委员、副行长
- 马忠富：江西省银监局党委书记、局长
- 鲍国明：中国银行外部监事，中国内部审计协会副会长兼秘书长
- 邓智英：中国银行职工监事，总行监察部总经理
- 赵春堂：中国银行个人金融总部副总经理
- 宁咏：中国光大银行总行公司业务部总经理
- 邱书民：中国建设银行天津市分行副行长
- 徐力：中国工商银行上海分行副行长
- 鄢凯：中国农业银行宁夏分行副行长
- 薛亚芹：中国农业银行银行卡部副总经理
- 王峰：中德住房储蓄银行副行长
- 于辉：北京农商银行副行长
- 解植春：中国光大（集团）总公司执行董事、副总经理、党委委员，光大永明人寿保险有限公司董事长
- 刘济平：中国光大（集团）总公司董事、审计部主任
- 万峰：中国人寿保险（集团）公司党委委员、副总裁，中国人寿保险股份有限公司党委书记、总裁
- 刘京生：中国人民健康保险股份有限公司监事会主席
- 傅安平：中国人民人寿保险股份有限公司副总裁、党委委员、总精算师
- 王和：中国人民财产保险股份有限公司执行副总裁
- 胡杰： 中国平安保险（集团）股份有限公司职工代表监事
- 庞继英： 中国再保险(集团)股份有限公司党委副书记、副董事长
- 包虹剑：信诚人寿首席市场官
- 王建东：渤海财产保险股份有限公司总经理
- 王燕：光大永明人寿保险有限公司副总裁，投资部经理
- 黄慎平：诚信保险代理有限公司董事长
- 方力：生命人寿副董事长
- 陈兵：阳光人寿保险股份有限公司副总经理、总精算师
- 詹肇岚：幸福人寿保险股份有限公司副总裁、总精算师
- 李俊：国华人寿总精算师
- 杜建国：慕尼黑再保险公司寿险大中华区精算财务部总经理
- 沈成方：平安健康保险股份有限公司总精算师
- 任广通：美亚财产保险有限公司精算责任人
- 刘开俊：英大泰和人寿保险股份有限公司副总经理
- 刘占国：英大泰和人寿保险股份有限公司副总经理、总精算师
- 章显亮：英大泰和财产保险股份有限公司董事会秘书
- 刘君怡：中德安联人寿保险有限公司总精算师
- 牛增亮：百年人寿总精算师
- 杨文明：深圳民太安保险公估有限公司董事长、总经理
- 谢一群：太平人寿保险有限公司董事长，中国保险控股有限公司董事
- 张育军：证监会主席助理
- 刘世安：上海证券交易所副总经理
- 田颇：深圳证券交易所上市委员会委员、信息管理部总监
- 钟冠华：天津股权交易所执行总裁
- 潘卫东：上海国际信托有限公司董事长
- 肖成：广发期货经纪有限公司总经理
- 王化栋：宏源期货有限公司总经理
- 常志武：一德期货经纪有限公司董事长
- 赵玉华：长城证券有限责任公司副总裁，首席合规官
- 林国春：邦证券有限责任公司副总裁
- 陈武军：中信证券投资银行高级副总裁
- 金岩石：国金证券首席经济学家
- 周金涛：长江证券研究所首席策略分析师
- 陈文招：招商证券研发中心高级策略分析师
- 徐刚：中信证券董事总经理，中信证券研究部执行总经理，中信证券股票销售交易部执行总经理
- 艾献军：渤海证券有限责任公司总裁助理兼投资银行总部总经理
- 伍永刚：国泰君安金融行业首席分析师
- 鲁颂宾：银华基金管理有限公司副总经理
- 肖风：博时基金管理有限公司副董事长兼总裁
- 杨锐：博时基金管理有限公司副总经理
- 冯宇辉：融通基金首席分析师
- 陈儒：中银基金管理有限公司董事、执行总裁
- 傅国庆：泰达荷银基金管理有限公司副总经理，财务总监
- 徐安良：中保投资有限责任公司总裁、党委副书记
- 王丽丽：中国工商银行执行董事、副行长（已退休）

## 业界
- 邵广禄：中国联合网络通信集团有限公司副总经理
- 郭瑞廷：中国国电集团公司党组成员、纪检组组长、副总经理
- 张兆本：中国船舶工业集团公司党组成员、纪检组组长
- 李汝革：国家电网公司党组成员、副总经理、总会计师
- 庞鸣： 中国通用技术（集团）控股有限责任公司副总经理
- 郑起宇：中国节能环保集团公司党委常委，副总经理
- 王晓雯：华侨城集团党委常委，深圳华侨城股份有限公司副总裁、党委委员
- 熊贤良：招商局集团有限公司董事、战略研究部总经理
- 唐勇：中国南方航空集团公司总经济师
- 刘峰：中国石油化工股份有限公司董事会秘书
- 王文权：一汽轿车股份有限公司董事会秘书兼证券部部长
- 张良：中远（香港）集团有限公司总裁
- 陈殿禄：华电国际电力股份有限公司副董事长
- 韩铁林：中国物资储运总公司总经理
- 游宪生：中国矿业资源集团有限公司主席兼执行董事
- 王劲松：中国电气进出口有限公司董事长兼总经理
- 邵忠瑛：（国资委）中国汽车技术研究中心经理
- 黄永和：中国汽车技术研究中心汽车产业政策研究室主任
- 刘群：中国天地卫星股份有限公司副总裁
- 王建华：山东黄金集团有限公司董事长、党委书记
- 李长顺：山东济南钢铁集团总公司总经理兼党委书记
- 李穗明：红塔烟草（集团）有限责任公司总裁
- 张水长：云南中烟工业公司总经理
- 孙明波：青岛啤酒股份有限公司总裁
- 周洪江：张裕集团总经理
- 蔡东晨：石家庄制药集团有限公司董事长
- 赵喜林：陕西艺林实业有限责任公司董事长
- 李占通：天津大通投资集团有限公司董事长
- 李金元：天津天狮集团董事长兼总裁
- 杜厦：天津家世界集团董事长
- 张思民：海王集团董事长
- 张才奎：山东山水水泥集团有限公司董事长
- 李德福：天津永泰红磡集团董事长
- 李兴浩：广东志高空调股份有限公司董事长
- 周儒欣：北斗星通董事长
- 王学利：天津德利得集团有限公司董事长
- 李曙君：挚信资本创始合伙人、首席合伙人
- 刘建柱：华胜天成董事兼副总经理
- 王允贵：中植集团常务副总裁
- 赵勇：亿利资源集团副总裁
- 盛希泰：洪泰基金创始合伙人[4]，
- 李善友：酷6网创始人[5]

## 政治、法律、军事
- 吴天智：武警交通指挥部副政委，武警少将
- 王子岗：天津市公安消防总队政治委员，少将警衔
- 于汝波：中国人民解放军军事科学院研究员，少将军衔
- 汤韧：广州军区武汉总医院专家组主任药师，少将军衔
- 何理：国防大学中共党史党建政治工作教研室主任、教授，少将军衔
- 张南征：国防大学政治经济学研究室副主任、教授，少将军衔
- 运新宇：国防大学军队建设与军队政治工作教研部副主任、教授，少将军衔
- 黄龙保：国防大学马克思主义教研部副主任，少将军衔
- 张伊宁：国防大学战略教研部副主任，少将军衔
- 王连平：第二炮兵指挥学院政治理论教研室教授，少将军衔
- 钱建军：海军北海舰队副政委，少将军衔
- 宋广义：原武警山西总队政委，少将警衔
- 叶松海：原武装警察部队医学院政委，少将警衔
- 侯刚：原总参谋部情报部副部长，少将军衔
- 巫致中：原国防科学技术工业委员会西昌卫星发射中心（27基地）总工程师，少将军衔
- 李世春：第四军医大学副校长，少将军衔
- 吴凯乐：原第二炮兵指挥学院政治部主任，少将军衔
- 杨兴哲：武警陕西省总队副总队长（正师职）
- 黄小同：中央党史研究室室务会委员、秘书长（退休）
- 韩保江：中央党校国际战略研究所所长
- 罗义贤：全国政协中国经济理事会研究部主任

## 社会、文化、教育
- 张伯苓：教育家，南开大学创始人之一
- 严修：教育家，南开大学创始人之一
- 曹禺：剧作家
- 范曾：画家，南开大学教授，南开大学东方艺术系创办者
- 张健：国际友谊博物馆馆长（正局级）
- 刘迎秋：中国社会科学院研究生院院长
- 荆惠民：中国社科院党组成员，当代中国研究所党组书记、所长
- 唐洲雁：山东省政协副主席，山东省社会科学院党委书记
- 陈文章：福建社会科学院副院长、党组成员、兼院办公室主任
- 葛志新：新疆社会科学院党委委员、副院长
- 赵细康：广东省社会科学院党组成员、副院长
- 王奋宇：中国科学技术战略研究院副院长
- 姜奇平：中国社会科学院信息化研究中心秘书长
- 赵铁信：中国大众文学学会会长
- 杜岩：中国市场调查所所长
- 安然：台盟中央宣传部副部长、中国台海出版社总编辑
- 邓建永：央视《探索·发现》策划兼撰稿
- 刘国辉：人民文学出版社党委书记、副社长，编审
- 袁升德：山西日报报业集团委员会书记，山西日报报业集团社长，山西日报社社长
- 郭献文：新华社浙江分社社长、党组书记
- 刘杉：中华工商时报社副总编辑
- 袁剑：独立评论人，著有《中国证券市场批判》
- 樊建平：中科院深圳先进技术研究院院长
- 谭琳：全国妇联书记处书记、党组成员兼妇女研究所所长
- 陈洪：天津市文联主席，南开大学文学院院长，曾任南开大学副校长
- 赵玫：天津市作协主席
- 陈卓：天津博物馆党委书记、馆长
- 万全文：湖北省博物馆党委书记兼常务副馆所长
- 宋林飞：江苏省社会科学院院长（退休）
- 朱凤瀚：中国国家博物馆常务副馆长、中国历史博物馆馆长（退休）

## 体育、艺术
- 于再清：国际奥委会第一副主席
- 崔建飞：中国东方演艺集团党委书记
- 鲁园：第25届中国电视剧飞天奖优秀女演员
- 关牧村：国家一级演员、著名女中音歌唱家
- 张元龙：内蒙古电影制片厂一级导演
- 龙一：作家，热播剧《潜伏》原著作者
- 王玥：国际象棋男子国际特级大师
- 章钟：国际象棋男子国际特级大师
- 温阳：国际象棋男子国际特级大师
- 赵骏：国际象棋男子国际特级大师
- 李若凡：国际象棋女子国际特级大师
- 谷笑冰：国际象棋女子国际特级大师
- 杜杉：国际象棋国际大师
- 俞婷：国际象棋女子国际大师
- 许寒冰：国际象棋国家大师
- 潘倩：国际象棋国家大师